# Акушер-гинеколог
Акуше́р-гинеко́лог — врач-специалист, получивший специальную подготовку по вопросам акушерства и гинекологии, профилактики и лечения гинекологической патологии, медицинского наблюдения за течением беременности, оказания врачебной помощи в процессе родов и в послеродовом периоде.

## Подготовка
Врач акушер-гинеколог проходит базовую подготовку на протяжении шести курсов медицинского института с последующим обучением в субординатуре и интернатуре (либо в случае переквалификации по окончании медицинского института по специальности лечебное дело — курсы специализации) по специальности акушерство и гинекология[где?].

## Функциональные обязанности
В своей практике врач акушер-гинеколог обязан:
- руководствоваться действующим законодательством и нормативно-правовыми актами, регламентирующими организацию акушерско-гинекологической помощи населению;
- осуществлять своевременную диагностику беременности, наблюдение за её течением, выявление осложнений беременности и родов, оказывать родовспоможение, проводить диспансеризацию гинекологических больных;
- применять на практике современные методы профилактики, лечения и реабилитации в пределах своей специальности, а также владеть всеми методами амбулаторного и стационарного лечения, полным объёмом хирургических вмешательств, включая проведения оперативных вмешательств: экстирпации матки, перевязки артерий, микрохирургических и пластических операций;
- оказывать неотложную помощь больным акушерско-гинекологического профиля, осуществлять наблюдение за побочными реакциями и действиями лекарственных средств;
- консультировать пациенток по направлению врачей других специальностей, в том числе и на дому;
- осуществлять экспертизу трудоспособности;
- планировать свою работу и регулярно проводить анализ её результатов;
- вести врачебную документацию;
- придерживаться принципов медицинской деонтологии;
- способствовать правовой защите женщин, в соответствии с действующим законодательством;
- руководить работой среднего медицинского персонала;
- принимать активное участие в распространении медицинских знаний среди населения, проведении массовых профилактических осмотров;
- постоянно повышать и совершенствовать свой профессиональный уровень.